# Electronic Medicines Compendium
El Electronic Medicines Compendium  (eMC) (en español: Compendio Electrónico de Medicamentos) es un proveedor de información sobre medicamentos, producido por Datapharm, una compañía británica de información médica. Contiene resúmenes de las características del producto y prospectos con información para el paciente.